# Вайсвайлер, Хеннес
Ха́нс (Хеннес) Вайсва́йлер (нем. Hans „Hennes“ Weisweiler; 5 декабря 1919 года, Эрфтштадт, Рейнская провинция, Веймарская республика — 5 июля 1983 года, Цюрих, Швейцария) — немецкий футболист и тренер.
Один из самых успешных тренеров всех времён — за тренерскую карьеру завоевал 11 трофеев, 8 из которых с немецкими клубами. Его влияние на футбол выходит далеко за границы Германии. В Немецкой Академии Спорта в Кёльне, где он работал между 1957 и 1970 годами, были подготовлены сотни тренеров со всего мира. В 2005 году учебный центр для тренеров был назван в его честь Хеннес-Вайсвайлер-Академия.
Его тренерская работа наиболее тесно связана с «Боруссией (Мёнхенгладбах)» в 1960-х и 70-х и «Кёльном» в 1950-х и во второй половине 1970-х годов. Он также известен тем, что открыл таланты многих известных футболистов, таких как Гюнтер Нетцер, Берти Фогтс, Юпп Хайнкес, Райнер Бонхоф, Аллан Симонсен, Ули Штилике и других.

## Ранние годы
Вайсвайлер родился в семье домохозяйки и адвоката. Хеннеса юриспруденция не привлекала, он с детства мечтал стать футболистом, что в первое время вызывало отцовское недовольство. Послевоенная судьба родителей Вайсвайлера достоверно не известна, по одной из версий, они погибли в последние годы войны.

## Карьера игрока
Хеннес Вайсвайлер переехал в Кёльн, чтобы получить достойное образование. Он начал свою футбольную карьеру с «VfB Лехенич». После окончания средней школы он поступил в Высшую коммерческую школу Кёльна. В 1935 году Вайсвайлер перешёл в «Кёльнер BC» (район Клеттенберг). В возрасте 17 лет он дебютировал в местном дерби против «VfL Кёльн 1899» — это и был его первый матч в профессиональном футболе. Под руководством играющего тренера Юппа Блезера он делал свои первые шаги в Гаулиге Миттелрейн.
После окончания высшей школы в 1938 году началась стажировка Вайсвайлера в качестве пищевого оптовика. Во время войны он был назначен в отдел противовоздушной обороны в Грайфсвальде и Квакенбрюке. Когда его передислоцировали в Мюнхен, он временно играл в местном «Ваккере». В Данциге, в марте 1945 года он вместе со своим отрядом был взят в плен советскими войсками, но через несколько месяцев вернулся домой. Условия в плену были не столь суровыми, пленные регулярно снабжались сухими пайками. После возвращения в родной город благодаря «великому обмену» он посвятил себя работе в «VfB Лехенич», где занимал должность тренера. В 1947 году он поступил в спортивный Кёльнский университет на первый курс обучения, чтобы получить соответствующее спортивное образование, окончил с отличием.

## От игрока к тренеру в Кёльне
После основания футбольного клуба «Кёльн» в 1948 году Хеннес Вайсвайлер был отобран в первый состав клуба. Команда была зарегистрирована в 1949 году в Западном Дивизионе, затем целью стало достижение Западногерманского Первого Дивизиона (Оберлига), он получил должность играющего тренера. Вайсвайлер занимал этот пост до 1952 года. За это время Хеннес сыграл 62 матча в лиге.
В 1955 году он вернулся в клуб ещё на три года в качестве главного тренера, но покинул команду в 1958 году, присоединившись к местному конкуренту, «Виктории», который также играл в Оберлиге, но клуб остался в тени «Кёльна». После основания Бундеслиги в 1963 году «Виктория» играла в Региональном Дивизионе, четвёртое место стало наивысшим достижением в истории клуба, и это случилось в последний год пребывания на посту Вайсвайлера.

## «Боруссия» (Мёнхенгладбах) (1964—1975)
В 1964 году он занял пост тренера «Боруссии». Клуб всего 4 года назад выиграл первый в своей истории крупный трофей — Кубок ФРГ в 1960 году, но уже через сезон оказался во Второй Бундеслиге, где финишировал только на 8-м месте.
Вайсвайлер нашёл для команды несколько перспективных местных талантов: 19-летнего Гюнтера Нетцера и Юппа Хайнкеса. Также были приняты в команду Бернд Рапп и Герберт Лаумен, которые позже играли за национальную сборную. Через год «Боруссия» финишировала на вершине лиги и получила путёвку в Бундеслигу.
С началом нового сезона ещё один 19-летний игрок присоединился к команде — Берти Фогтс. Тем не менее, первые годы в Бундеслиге были скорее процессом накопления опыта. Несмотря на позднее подписание ещё одного талантливого игрока — Херберта Виммера — «Боруссия» за два сезона не поднялась выше 8-го места (13-е и 8-е места в Бундеслиге соответственно). На третий год клуб впервые привлёк внимание широкой аудитории и занял третье место, несмотря на переход Хайнкеса в «Ганновер 96». Команда, уже прославившаяся своим атакующим стилем, смогла повторить этот успех в следующем году. В начале сезона 1969/70 «Боруссию» даже называли главным конкурентом «Баварии» в борьбе за чемпионский титул: защита была усилена игроком сборной ФРГ, Людвигом Мюллером, а атака — датским футболистом Ульриком Ле Февром. Самое главное было в том, что такие таланты, как Хорст Кёппель, будущий тренер «Боруссии», достигли достаточной зрелости, чтобы играть на самом высоком уровне. Решающим была также возможность Вайсвайлера найти и подписать дополнительных одарённых молодых игроков. Такая ориентация на молодёжь, в конце концов, дала прозвище «Боруссии», которое они носят и по сей день — Die Fohlen (жеребцы).

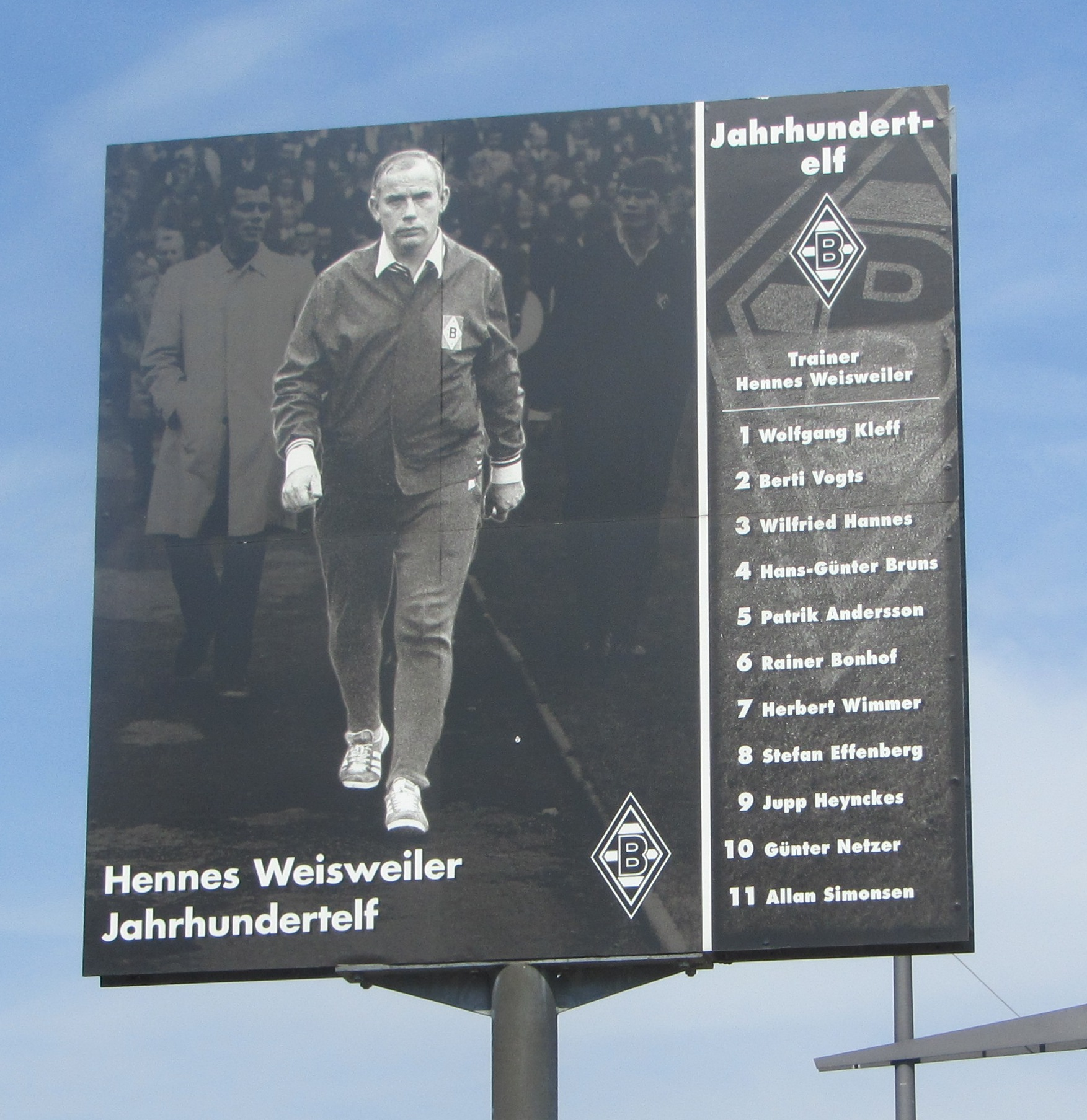
Мемориальная табличка в честь Вайсвайлера

Действительно, к концу года команда в первый раз стала чемпионом, и ещё двенадцать месяцев спустя клуб из Мёнхенгладбаха стал первой командой в истории Бундеслиги, которой удалось защитить титул. После победы со счётом 4:1 на выезде во Франкфурте против «Айнтрахта» «Боруссия» оказалась вне досягаемости для «Баварии» в последнем туре.
Их первое участие в Кубке европейских чемпионов закончилось вторым раундом, когда после двух ничьих с «Эвертоном» (1:1) «Боруссия» проиграла в серии пенальти. Это было несчастье, разбившее их надежды на следующую стадию. На следующий год им предстояла встреча с Эленио Эррерой, специалистом по катеначчо, и его «Интером», который приехал на стадион «Бёкелберг». Через 90 минут неудержимая «Боруссия» разгромила их со счётом 7:1. Но в ходе матча Роберто Бонинсенья из «Интера» пострадал от брошенной с трибун пустой жестяной банки и был вынесен с поля на носилках. Интересно то, что нет реальных доказательств этого инцидента, кроме пустой банки, в суде также было сказано несколько сопровождающих слов чиновников «Интера». Несмотря на это, УЕФА аннулировало результат матча и постановило провести ответный матч на нейтральном поле в Западном Берлине.
«Интер» выиграл домашний матч против «Боруссии», ещё не успевшей прийти в себя после такого решения, со счётом 4:2 и сумел отстоять на ноль на выезде. Кроме того, в Бундеслиге это был явно не год «Жеребят». Только через три дня после первого триумфа против «Интера» они победили команду-открытие сезона и будущего вице-чемпиона, «Шальке 04», с разгромным счётом 7:0, но «Бавария» получила титул чемпиона, а «Боруссия» оказалась третьей. Перед началом сезона «Боруссию» должны были покинуть Дитрих, Хорст Кёппель и Герберт Лаумен, и, таким образом, все линии команды были ослаблены, а новые таланты, такие как Райнер Бонхоф и Дитмар Дэннер, ещё не в состоянии были заполнить пробелы.
Сезон 1972/73 ознаменовался дальнейшей реструктуризацией команды. Опытные игроки, такие как Ульрик Ле Февр, покинули клуб. В новой команде были два молодых датских нападающих: Хеннинг Йенсен и Аллан Симонсен. Если первый сразу оказал хорошее впечатление на тренерский штаб, то с Симонсеном было всё наоборот. Вайсвайлер продолжал верить в игрока, что воспринималось со всеобщим неодобрением. Однако, пять лет спустя Симонсен стал лучшим игроком в Европе и был награждён Золотым мячом, он и по сей день является единственным игроком в истории Дании, получавшим трофей.
Однако сезон был омрачён первым большим конфликтом между тренером и его игроком. Гюнтер Нетцер вместе со своими одноклубниками, Хербертом Виммером и Юппом Хайнкесом играли за ту сборную ФРГ, которая выиграла Чемпионат Европы по футболу 1972 в Бельгии, и многие думали, что они являются лучшими игроками этого турнира. Вайсвайлеру не нравилось высокомерие и тщеславие его игроков. Конфликт закончился разрывом контрактов, за несколько недель до конца сезона было объявлено о переходе Нетцера в «Реал Мадрид». Одним из самых эмоциональных по атмосфере в сезоне был для команды финал Кубка Германии в Дюссельдорфе, где она играла против родного клуба Вайсвайлера, «Кёльна». Тренер оставил Нетцера на скамейке запасных. Тем не менее, матч стал одним из самых зрелищных из всех немецких финалов. Несмотря на температуру +35°С, обе команды играли в атакующей манере, но по обе стороны стояли голкиперы высокого класса: Вольфганг Клефф («Боруссия») и Герхард Вельц («Кёльн»), последний даже отразил пенальти Хайнкеса во второй половине. В короткий перерыв перед дополнительным временем Нетцер вышел на поле, подошёл к уставшему игроку своей команды — Кулику и сказал ему, что матч закончился. Когда судья возобновил матч, Нетцер забил победный гол для «Боруссии». Так закончился один из знаковых футбольных финалов для команды. Тем не менее результаты чемпионата были не очень высокими, так как «Боруссия» в итоге заняла только пятое место в лиге.
Межличностные проблемы отошли в сторону, и у Вайсвайлера было больше времени на работу над командой. Усилия оправдались, когда «Боруссия» закончила сезон 1973/74 второй. Вайсвайлер продолжал пополнять команду новыми талантами, в частности, Ули Штилике, который, в конце концов, затем перешёл в «Реал Мадрид», как и Нетцер.
Восстановление гармонии также помогло Вайсвайлеру провести удачный прощальный сезон. 86 голов в лиге, результат никогда прежде не достигнутый немецким клубом, привёл команду к чемпионству. Вдобавок «Боруссия» получила также свой первый международный титул, когда после разочаровывающих 0:0 в Германии «Твенте» в Голландии был стёрт с поля со счётом 5:1 в ответном матче финала Кубка УЕФА. На этом пребывание Хеннеса Вайсвайлера в Менхенгладбахе закончилось. За это время «Боруссия» воспитала множество талантливых игроков и стала влиятельной силой немецкого футбола.

## «Барселона» (1975—1976)
После одиннадцати лет с «Боруссией» Вайсвайлер переехал летом 1975 года в испанский топ-клуб «Барселона». Его предшественник, Ринус Михелс спустя четыре года вернулся в родной Амстердам, и «Барселона» предложила звёздному тренеру ежемесячный оклад в 40000 немецких марок и проживание у побережья Средиземного моря. Щедрая зарплата не была решающим фактором для Вайсвайлера. Когда его спросили, почему он покинул Менхенгладбах на пике своего успеха и популярности, он сказал в интервью:

«Я уже сформировал свой стиль в той команде. Теперь я буду стараться воплотить его в Испании.»

С «Барселоной» и её голландскими звёздами, Йоханом Кройфом и Йоханом Нескенсом, он хотел достичь своей конечной цели — выиграть Кубок европейских чемпионов УЕФА. В первые же дни Кройф и Вайсвайлер невзлюбили друг друга: «Вайсвайлер — не лучший выбор руководства», провозгласил голландский плеймейкер, который подозревал, видимо, что Вайсвайлер не будет давать той свободы, которую давал Михелс. 8 февраля 1976 года, в Севилье, несмотря на второй матч без пропущенных голов, дело дошло до открытой ссоры. Вайсвайлер основывал свою тактику так, что практически не разрешал Кройфу пересекать центральную линию. Этим была недовольна не только голландская звезда, но и болельщики. Кройф критиковал его, он считал, что к нему не должны относиться столь авторитарно и пошёл открыто против тренера. Руководство клуба и президент, Агостин Монтал, в конечном итоге оказались в этом конфликте на стороне Кройфа, досрочно разорвав двухлетний контракт с Вайсвайлером. Так закончился период его пребывания в «Барселоне»:

«„Барселона“ — это была неудачная поездка тренера Хеннеса Вайсвайлера, стиль игры, который он предпочитал не прижился в „Барселоне“.» — Биттер

В одной статье испанской спортивной газеты редактора Дона Балона за январь 1978 года было помещено сравнение деятельности двух тренеров: Ринуса Михелса и Хеннеса Вайсвайлера. Михелс шесть лет работал в «Барселоне», находя игроков, которые будут тянуть команду, и интегрируя их в коллектив. Таким образом, клуб купил в течение этого периода не менее 23 новых игроков, потратив в общей сложности десять миллионов долларов. Вайсвайлер менее чем за год работы в «Барселоне» адаптировал для основной команды множество игроков резерва. Тем не менее, из них выходили звёзды, например, Антонио Ольмо, игрок сборной Испании.

## «Нью-Йорк Космос» (1980—1982)
Североамериканская футбольная лига (NASL) начиная с середины 1970-х годов стала приглашать на работу в Соединённые Штаты и Канаду именитых специалистов из Европы и Южной Америки, предлагая им высокую заработную плату, чтобы повысить качество и популярность местного футбола. В Европе не воспринимали всерьёз эту лигу, потому что там играли в последние годы своих карьер когда-то великие игроки, в итоге её считали своеобразным «Футбольным театром». Вайсвайлеру казалось, что он будет в состоянии изменить европейское мнение о футболе США:

«В „Космосе“ соотношение количества ветеранов и молодых игроков слишком отличается от европейского. Сейчас в составе 13 иностранных граждан и 13 американцев, в том числе шесть 18-летнего возраста. Я хочу работать с ними, если что, я готов подстраиваться под них.» — Хеннес Вайсвайлер

Важную роль в его планах играл Франц Беккенбауэр, который приехал в Нью-Йорк в 1977 году и хотел, чтобы Вайсвайлер построил новую команду. У Вайсвайлера хорошо шли дела в «Космосе», в том году с помощью таких звёзд, как Беккенбауэр, Йохан Нескенс, итальянский нападающий Джорджо Киналья и бразилец Карлос Альберто Торрес, первая попытка завоевать Соккер Боул увенчалась победой со счётом 3:0 над «Форт-Лодердейл Страйкерс», командой Герда Мюллера. В следующем году «Космос» опять прошёл в финал лиги, но проиграл «Чикаго Стинг».
Вайсвайлер не чувствовал себя комфортно в Нью-Йорке. Несмотря на спортивные успехи в команде, ему было трудно находить консенсус между амбициями звёздных игроков и руководства клуба. Когда он готовился к Соккер Боулу 1980, то посадил Беккенбауэра и Карлоса Альберто Торреса на скамейку запасных. Тем самым он противопоставил бразильца себе и вынудил его покинуть клуб. Также не удалось ему наладить отношения и с лучшим бомбардиром «Космоса», Кинальей. Это привело к тому, что клуб утратил свой звёздный контингент, а стиль игры стал консервативным и сдержанным, а следовательно, менее привлекательным для СМИ. Его концепция — это команда не из известных международных ветеранов, а, прежде всего, сформированная из молодых американцев. Руководство также негативно отнеслось к этим реформам. Оно считало, что нужно в первую очередь найти достаточно именитых игроков для рекламы и таким образом обеспечить экономический успех. Неожиданно ранний выход на пенсию Беккенбауэра, который осенью 1980 года вернулся в Бундеслигу, способствовал увольнению Вайсвайлера в 1982 году после переговоров с Несухи Эртегюном, джазовым продюсером и бывшим председателем «Нью-Йорк Космос».

## «Грассхоппер» (1982—1983)
В феврале 1982 года Вайсвайлер имел шанс вернуться в Бундеслигу. Франкфуртский «Айнтрахт» искал преемника тренеру Лотару Бухману, который ушёл из клуба по окончании сезона. Президент Аксель Шандер говорил о Вайсвайлере как о «желанном тренере», а после предварительных обсуждений через несколько дней был уверен, что тот переедет во Франкфурт. В начале марта стало ясно, что «Грассхоппер» также серьёзно заинтересован в услугах Вайсвайлера. Тренер до последнего момента колебался:

«Моя ситуация непростая, но, стоит ли мне ещё раз принять вызов Бундеслиги? С другой стороны, я нахожусь в том возрасте, когда возникает вопрос: Не пора ли подводить итог в карьере тренера? Моя работа это не вопрос денег, у меня их достаточно. […] Я хотел бы ещё раз сформировать команду для моей идеи, будь то в Швейцарии или в Бундеслиге.» — Хеннес Вайсвайлер

Через несколько дней Вайсвайлер подписал двухлетний контракт в Цюрихе. Он перешёл в клуб, где в течение многих лет президентом был Карл Оберхольцер, и был уверен, руководство клуба обладает достаточными средствами для воплощения любой его идеи. Вайсвайлер нашёл в этой связи более выгодные условия, чем во Франкфурте. Он также выиграл матч лиги на стадионе «Хардтурм», показав игровой потенциал команды и то, что он наилучшим образом подошёл клубу.
«Грассхоппер» до этого тренировал немецкий тренер Тимо Коницка, который выиграл швейцарский чемпионат в 1982 году. При этом клуб далеко не был лидером в плане посещаемости матчей, его опережали «Люцерн», «Серветт», «Арау» и даже соседи ФК «Цюрих». «Звёздный тренер» Вайсвайлер должен был закрепить успех на национальном и международном уровне. В сезоне 1982/83 частично сбылись большие надежды. Хоть «Грассхопперу» и не удалось далеко пройти в Кубке европейских чемпионов — в первом раунде швейцарцы уступили киевскому «Динамо», но в чемпионате клуб защитил не только чемпионство, но и выиграл впервые за 27 лет финал Кубка. Для Вайсвайлера этот двойной успех стал вторым после 1978 года.

## Тренерский почерк и взаимоотношения с игроками
Изначальная причина, по которой Вайсвайлер стал тренером, заключалась в том, что только что основанный «Кёльн» испытывал трудности при подборе наставника. Выбор пал именно на Вайсвайлера, так как он был одним из самых опытных игроков команды, поддерживал хорошие отношения с коллективом, а также имел хорошие навыки командной игры. Выбор впоследствии оказался удачным.
Работая в «Боруссии», Вайсвайлер делал ставку на молодых игроков, воспитанников академии. Имея талант работы с молодёжью, он воспитал немало звёзд мирового футбола. Большое количество молодых и амбициозных игроков определило атакующий стиль команды. Однако молодые игроки имеют тенденцию к нестабильной игре, что не могло не отразиться на игре команды в целом. Так «Боруссия» Вайсвайлера могла в одном матче разгромить призёра Бундеслиги, а в другом — неожиданно проиграть клубу, борящемуся за выживание. Проблема была также в том, что далеко не всегда воспитанников удавалось удержать в команде, тем временем как новое поколение ещё было не в состоянии достойно заменить старое. Вайсвайлер не терпел в своей команде больных «звёздной болезнью». Так после нелицеприятных конфликтов из команды ушли такие лидеры, как Гюнтер Нетцер.
Последняя черта Вайсвайлера серьёзно помешала ему, когда он работал в клубах, где количество известных игроков было намного больше, чем в «Боруссии». В Испанию Вайсвайлер приехал как тренер с уже сформированным стилем и тактикой. У него случился конфликт с лидером команды, Йоханом Кройфом. Причина — разные подходы Вайсвайлера и Ринуса Михелса (его предшественника). Если в схемах последнего Кройф был свободным художником и мог быть где угодно на поле, то у Вайсвайлера каждый игрок имел своё место, что чрезвычайно сковывало голландца. Стиль Вайсвайлера оказался незнакомым и чуждым в «Барселоне».
Эта проблема перекочевала вместе с Вайсвайлером и в США. Там футбол имел более выставочный характер, поэтому в лигу приглашались звёзды, лучшие года которых уже прошли в Европе. Он решил пойти против этой тенденции, давая играть молодым американцам и посадив в замену таких мэтров, как Беккенбауэр и Торрес. Естественно им это не понравилось, плюс ещё Киналья стал на сторону старших товарищей по команде и просто перестал уважать своего тренера. Вайсвайлер работал на результат, а не на шоу, к чему Америка оказалась не готова.
Казалось бы, в Цюрихе Вайсвайлер нашёл способ воплотить свою идею в жизнь, ведь команда при нём играла успешно, однако на окончательное доведение дела до успешного завершения у него времени не хватило.

## Статистика
| 1949/1950          | Кёльн                    | Оберлига-Вест       | 5°                 | 30  | 16   | 5    | 9    |
| 1950/1951          | Кёльн                    | Оберлига-Вест       | 4°                 | 30  | 17   | 4    | 9    |
| 1951/1952          | Кёльн                    | Оберлига-Вест       | 5°                 | 30  | 13   | 7    | 10   |
| 1955/1956          | Кёльн                    | Оберлига-Вест       | 7°                 | 30  | 13   | 3    | 14   |
| 1956/1957          | Кёльн                    | Оберлига-Вест       | 3°                 | 30  | 14   | 11   | 5    |
| 1957/1958          | Кёльн                    | Оберлига-Вест       | 2°                 | 30  | 18   | 4    | 8    |
| 1958/1959          | Виктория                 | Оберлига-Вест       | 14°                | 30  | ?    | ?    | ?    |
| 1959/1960          | Виктория                 | Оберлига-Вест       | 7º                 | 30  | ?    | ?    | ?    |
| 1960/1961          | Виктория                 | Оберлига-Вест       | 10°                | 30  | ?    | ?    | ?    |
| 1961/1962          | Виктория                 | Оберлига-Вест       | 10°                | 30  | ?    | ?    | ?    |
| 1962/1963          | Виктория                 | Оберлига-Вест       | 8°                 | 30  | ?    | ?    | ?    |
| 1963/1964          | Виктория                 | Регионаллига        | 4°                 | 30  | ?    | ?    | ?    |
| Всего в «Виктории» | Всего в «Виктории»       | Всего в «Виктории»  | Всего в «Виктории» | 180 | ?    | ?    | ?    |
| 1964/1965          | Боруссия (Мёнхенгладбах) | Регионаллига        | 1°                 | 34  | 23   | 6    | 5    |
| 1965/1966          | Боруссия (Мёнхенгладбах) | Бундеслига          | 13°                | 34  | 9    | 11   | 14   |
| 1966/1967          | Боруссия (Мёнхенгладбах) | Бундеслига          | 8°                 | 34  | 12   | 10   | 12   |
| 1967/1968          | Боруссия (Мёнхенгладбах) | Бундеслига          | 3°                 | 34  | 15   | 12   | 7    |
| 1968/1969          | Боруссия (Мёнхенгладбах) | Бундеслига          | 3°                 | 34  | 13   | 11   | 10   |
| 1969/1970          | Боруссия (Мёнхенгладбах) | Бундеслига          | 1°                 | 34  | 23   | 5    | 6    |
| 1970/1971          | Боруссия (Мёнхенгладбах) | Бундеслига          | 1°                 | 34  | 20   | 10   | 4    |
| 1971/1972          | Боруссия (Мёнхенгладбах) | Бундеслига          | 3°                 | 34  | 18   | 7    | 9    |
| 1972/1973          | Боруссия (Мёнхенгладбах) | Бундеслига          | 5°                 | 34  | 17   | 5    | 12   |
| 1973/1974          | Боруссия (Мёнхенгладбах) | Бундеслига          | 2°                 | 34  | 21   | 6    | 7    |
| 1974/1975          | Боруссия (Мёнхенгладбах) | Бундеслига          | 1°                 | 34  | 21   | 8    | 5    |
| Всего в «Боруссии» | Всего в «Боруссии»       | Всего в «Боруссии»  | Всего в «Боруссии» | 374 | 192  | 91   | 91   |
| 1975/1976          | Барселона                | Примера             | 2°                 | 34  | 18   | 7    | 9    |
| 1976/1977          | Кёльн                    | Бундеслига          | 5°                 | 34  | 17   | 6    | 11   |
| 1977/1978          | Кёльн                    | Бундеслига          | 1°                 | 34  | 22   | 4    | 8    |
| 1978/1979          | Кёльн                    | Бундеслига          | 6°                 | 34  | 13   | 12   | 9    |
| 1979/1980          | Кёльн                    | Бундеслига          | 5°                 | 34  | 14   | 9    | 11   |
| Всего в «Кёльне»   | Всего в «Кёльне»         | Всего в «Кёльне»    | Всего в «Кёльне»   | 316 | 157  | 65   | 94   |
| 1980               | Нью-Йорк Космос          | NASL                | 1°                 | 32  | 24   | —    | 8    |
| 1981               | Нью-Йорк Космос          | NASL                | 1°                 | 32  | 23   | —    | 9    |
| Всего в «Космосе»  | Всего в «Космосе»        | Всего в «Космосе»   | Всего в «Космосе»  | 64  | 47   | -    | 17   |
| 1982/1983          | Грассхоппер              | Национальная лига А | 1°                 | 30  | 24   | 1    | 5    |
| Всего              | Всего                    | Всего               | Всего              | 998 | >438 | >164 | >216 |

## Личная жизнь
Незадолго до переезда в Соединённые Штаты он женился 3 марта 1980 года в городе Нойс. Через некоторое время молодожёны обвенчались. Его жена, Гизела Хейцман, была на 23 года моложе своего мужа. Летом 1981 года Вайсвайлер стал отцом в возрасте 62 лет. Перебравшись в Цюрих, семья поселилась в небольшом пригороде Эш. Вайсвайлер намеревался закончить здесь свою карьеру и посвятить остаток жизни семье и написанию мемуаров, но жизнь не оставила ему времени на это.

## Смерть

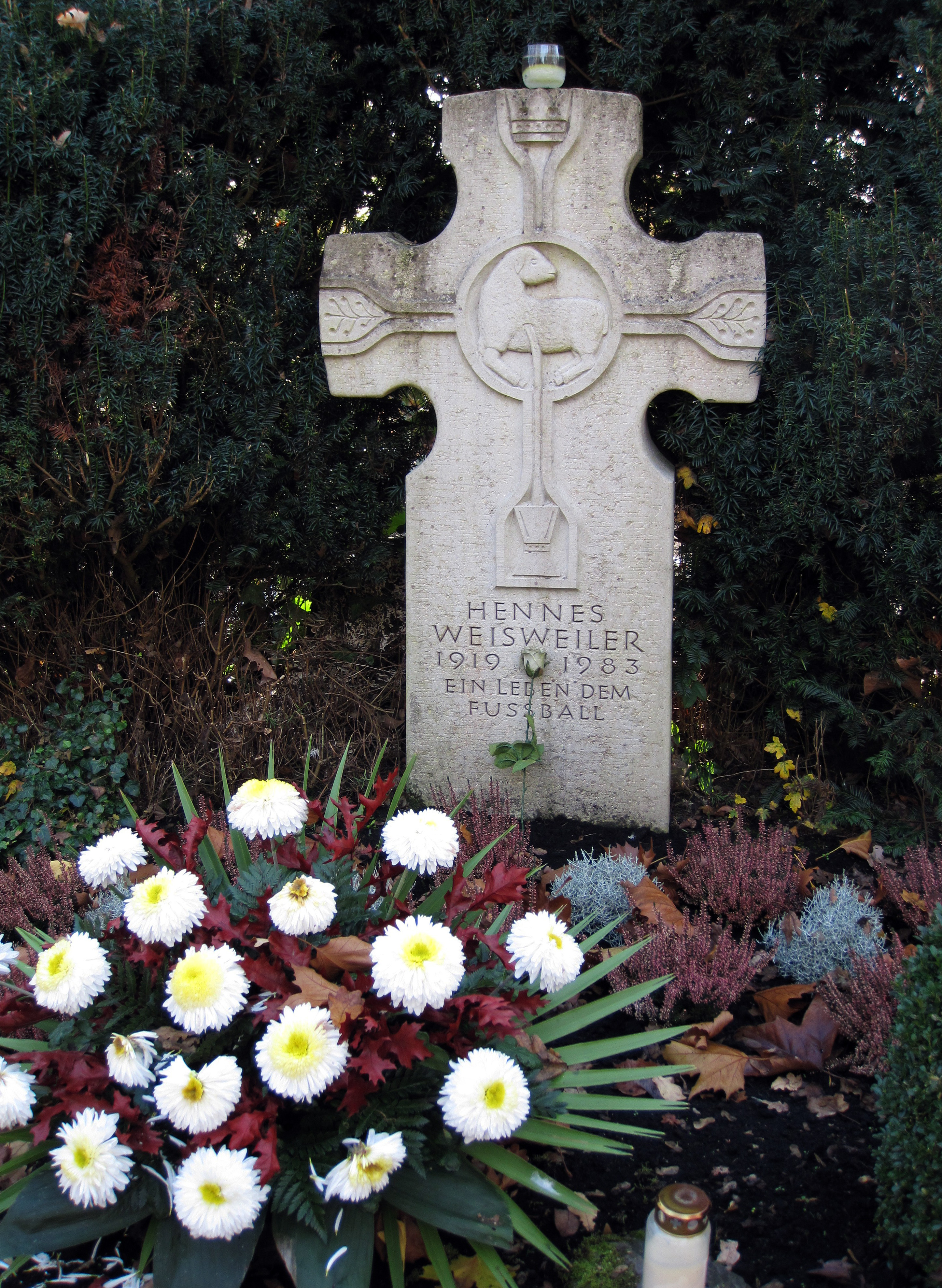
Могила Вайсвайлера

5 июля 1983 года, через три недели после победы в кубке, Хеннес Вайсвайлер умер в возрасте 63 лет от сердечного приступа в своём загородном доме.
Его внезапная и неожиданная смерть вызвала большой резонанс и сочувствие. Его тело было положено в передней части Кёльнского собора. Это была большая честь, которой удостаивались только канцлер Конрад Аденауэр и архиепископ-кардинал Йозеф Хёффнер. 6000 человек, в том числе многие знаменитости из мира спорта и политики, пришли проводить Вайсвайлера в последний путь. Он был похоронен на местном кладбище, на его могильном камне выгравирована надпись: «жизнь футболу».
Смерть Вайсвайлера очень широко была освещена в национальной и международной прессе. Подробный некролог в его честь, выпуск испанской спортивной газеты «El Mundo Deportivo», жизни и работе Хеннеса Вайсвайлера в номере от 6 июля 1983 года было посвящено семь страниц. В немецком журнале «Kicker» спортивный аналитик, Харальд Ландефельд охарактеризовал Вайсвайлера такими словами:

«Не всегда, он находил общий язык с командой. Но всегда добивался своего. В конце концов, его опыт был гораздо дороже, чем все деньги, которые он заработал во время своей международной карьеры. Это была жизнь не ради денег, возможно, и не ради друзей, а ради своего призвания.» — Харальд Ландефельд

Главный редактор журнала «Kicker», Карл-Хайнц Хайман добавил:

«Хеннес был учителем игры в прямом смысле этого слова и в то же время до конца своей жизни почти фанатичным учеником. […] Особенно он впечатлял своей способностью объединять теорию и практику воедино. […] Вайсвайлер как игрок старался действовать с акцентом на оборону, как тренер был фанатичным сторонником наступательной игры, в то время, как все в немецком футболе в значительной степени основывали свои стратегии на защитной тактике, он внёс своеобразный глоток свежего воздуха в Бундеслигу. Энтузиазму, с которым под его руководством играла „Боруссия“, могла бы позавидовать любая команда Германии. […] Футбол, и не только немецкий, потерял человека, чьи мысли и усилия всегда были направлены на продвижение игры вперед. […] Его достижения были увековечены в футбольной истории трёх стран мира. Хеннес Вайсвайлер останется в памяти у всех, кому посчастливилось иметь с ним дело. Хеннес, прощайте!„ — Карл-Хайнц Хайман

## Достижения
“Боруссия» Мёнхенгладбах 
- Чемпионат Германии
  - Чемпион (3): 1969/70, 1970/71, 1974/75
  - Серебряный призёр: 1973/74
- Кубок Германии
  - Обладатель: 1972/73
- Кубок немецкой лиги
  - Финалист: 1972/73
- Кубок УЕФА
  - Обладатель: 1974/75
  - Финалист: 1972/73

 «Кёльн» 
- Чемпионат Германии
  - Чемпион: 1977/1978
- Кубок Германии
  - Обладатель (2): 1976/77, 1977/78

 «Нью-Йорк Космос» 
- Североамериканская футбольная лига
  - Чемпион: 1980

 «Грассхоппер» 
- Швейцарская национальная лига
  - Чемпион: 1982/83
- Кубок Швейцарии
  - Победитель: 1982/83

## Публикации
- Вайсвайлер Х. Der Fußball. Taktik, Training, Mannschaft. 1. Auflage. — Штутгарт: Hofmann, Schorndorf bei, 1959. ISBN 3-7780-3028-0
- Бантц Х., Вайсвайлер Х., Гриндлер, К. Spiel und Gymnastik für den Fußballer. 1. Auflage. — Штутгарт: Hofmann, Schorndorf bei, 1965. ISBN 3-7780-3197-X
- Вайсвайлер Х. Technik, Taktik, Tore. — Оффенбург: Reiff Verlag, 1980. DNB 821156217.
- Вайсвайлер Х., Гёк Р. IX. Fußball-Weltmeisterschaft. — Мехико, 1970. Bertelsmann-Sachbuchverlag. — Гютерслоу, 1970.
- Вайсвайлер Х. X. Fußball Weltmeisterschaft. Deutschland 1974. — Мюнхен/Гютерслоу/Вена: Bertelsmann, 1974. ISBN 3-570-00036-2.
- Вайсвайлер Х. Meine geheimen Fußball-Tricks. — Мюнхен/Вена: F. Schneider, 1978. ISBN 3-505-07094-7.